# Gai daan jai
El gai daan jai o buñuelo de huevo, también conocido en Europa como Waffle Bubble y en Estados Unidos como eggette, es un tipo de panqueque o gofre esférico o con burbujas popular en las gastronomías de Hong Kong y Macao. 
Se hace con huevo, azúcar, harina y leche evaporada ligera. Se sirven preferiblemente calientes, y a menudo se comen solos. También pueden servirse con fruta.
El gai daan jai es uno de los aperitivos callejeros más populares de Hong Kong, apareciendo en los primeros puestos de diversas clasificaciones. Han sido populares desde su aparición en los años 1950, cuando se hacía con carbón y se vendían en puestos callejeros.
Se hacen a partir de un rebozado dulce que se cuece en una plancha caliente especial con pequeños agujeros esféricos (parecidos a los æbleskiver pero más pequeños y redondos) que se pone al fuego de carbón o, más comúnmente, sobre una cocina eléctrica, y que dan lugar a su rasgo más característico: las burbujas. El rebozado se vierte sobre la plancha especial y se caliente, formándose así los dulces. Además del sabor a huevo normal, se encuentran otros sabores como chocolate, té verde y jengibre, etcétera. La mayoría de estos dulces son panes rápidos, aunque algunos se hacen con un rebozado con levadura o fermentado.